# Hiroto Wakita
Hiroto Wakita (わきた ひろと Wakita Hiroto?) (Izuma, 22 de septiembre de 1967) es un luchador profesional japonés, más conocido por su nombre artístico Super Delfín.

## Carrera

### New Japan Pro Wrestling
Hiroto Wakita se unió a New Japan Pro Wrestling y fue asignado al Takeshi Puroresu Gundan, un stable dirigido por Takeshi Kitano, junto con Riki Choshu y varios otros luchadores recién llegados desde All Japan Pro Wrestling. El grupo no fue bien recibido por los fanes y fue disuelto, con Wakita y sus compañeros dejando NJPW.

## En lucha
- Movimientos finales
  - Osaka Stunner[1] / Osaka Street Cutter[3] (Inverted suplex stunner) - innovado
  - Osaka Rinkai Uppercut[4] (High-impact open-handed uppercut)
  - Delfín Clutch[1][2][3] (Cross-armed reverse prawn pin) - innovado
  - Tornado DDT,[1][2][3] a veces desde una posición elevada

- Movimientos de firma
  - Delfín Elbow[1] (Diving elbow drop)
  - Delfin-Rana[5] (Electric chair headscissors hurricanrana)
  - Delfín Special[1][2][3] (Rolling German suplex derivado en bridging reverse prawn pin)
  - Delfín Special II[1][2][3] (Rolling German suplex seguido de bridging double chickenwing suplex)
  - Delfín Special III[6] (Rolling German suplex seguido de bridging German suplex)
  - Delfín Special 0[6] (Rolling German suplex seguido de bridging belly to back suplex)
  - Japanese Leg Roll Clutch[1] (Twisting standing reverse prawn pin)
  - Caballo[5] (Modified camel clutch)
  - Arm drag
  - Arm triangle choke
  - Belly to back suplex
  - Boston crab
  - Bridging German suplex, a veces desde una posición elevada[3]
  - Delayed brainbuster[3]
  - Diving plancha[1]
  - Dropkick, a veces desde una posición elevada
  - High-impact palm strike[1]
  - Inverted tornado DDT[3]
  - Monkey flip
  - Múltiples armbreakers
  - Roundhouse kick
  - Savate kick
  - Shoulder neckbreaker
  - Snap DDT
  - Standing powerbomb[7]
  - Tilt-a-whirl revolution headscissors takedown
  - Tilt-a-whirl spinning Argentine sidewalk slam backbreaker
  - Victory roll

- Mánagers
  - Takeshi Kitano

## Campeonatos y logros
- Consejo Mundial de Lucha Libre
  - CMLL World Welterweight Championship (1 vez)

- Dradition Pro Wrestling
  - NWA International Junior Heavyweight Championship (1 vez)

- Federación Universal de Lucha Libre
  - UWF Super Welterweight Championship (2 veces)

- Michinoku Pro Wrestling
  - MPW Tohoku Junior Heavyweight Championship (1 vez)
  - UWF Super Welterweight Championship (2 veces)
  - Futaritabi Tag Team League (1997) - con The Great Sasuke

- Osaka Pro Wrestling
  - OPW Championship (4 veces)
  - NWA World Welterweight Championship (1 vez)
  - UWF Super Welterweight Championship (1 vez)
  - Tennozan Tournament (2001)
  - Tennozan Tournament (2005)
  - Osaka Pro Tag Festival (2002) - con Super Demekin

- Universal Wrestling Association
  - UWA World Welterweight Championship (3 veces)

- Pro Wrestling Illustrated
  - Situado en el Nº246 en los PWI 500 de 1994[8]
  - Situado en el Nº194 en los PWI 500 de 1995[9]
  - Situado en el Nº180 en los PWI 500 de 1997[10]
  - Situado en el Nº68 en los PWI 500 de 1998[11]
  - Situado en el Nº87 en los PWI 500 de 1999[12]
  - Situado en el Nº88 en los PWI 500 de 2000[13]
  - Situado en el Nº75 en los PWI 500 de 2001[14]
  - Situado en el Nº126 en los PWI 500 de 2002[15]
  - Situado en el Nº121 en los PWI 500 de 2003[16]
  - Situado en el N°250 en los PWI 500 de 2006[17]